# Gossip (EP)
Gossip es el primer trabajo de la banda Breathe Carolina, lanzado independientemente el 26 de noviembre de 2007. Contiene 6 canciones y 5 se agregaron a su álbum debut, It's Classy, Not Classic, del año 2008. La 6.ª canción, Don't Forget: Lock the Door, se agregó a la edición Deluxe del segundo disco de la banda, Hello Fascination, lanzado el julio de 2010.

## Listado de canciones
1. The Birds and the Bees - 4:05
2. Lovely - 3:58
3. Gossip - 3:34
4. Put Some Clothes On - 3:55
5. Diamonds - 4:12
6. Don't Forget: Lock the Door - 3:51

## Créditos
- Kyle Even - voz, teclados, sintetizador, keytar, bajo
- David Schmitt - voz, programación, batería

- Datos: Q8964782